# U 336
U 336 war ein deutsches U-Boot vom Typ VII C, das im Zweiten Weltkrieg von der deutschen Kriegsmarine im Nord- und Mittelatlantik eingesetzt wurde.

## Bau und Indienststellung
Die Nordseewerke stoppten sämtliche zivilen Projekte unmittelbar nach Kriegsausbruch und stellten ihre Produktion vollständig auf den U-Bootbau im Auftrag der Kriegsmarine um. Die Werft baute ausschließlich Boote vom Typ VII – diese Klasse wurde auch „Atlantikboot“ genannt – und lieferte bis Kriegsende insgesamt 30 Boote aus. Die beiden Dieselmotoren der Typ VII C-Boote leisteten bei der Überwasserfahrt eine Geschwindigkeit von 17 Knoten. Ein solches Boot hatte hierbei eine maximale Reichweite von 6500 sm. Bei Unterwasserfahrt ermöglichten die beiden je 375 PS starken Elektromotoren eine Höchstgeschwindigkeit von 7,6 Knoten.

## Einsatzgeschichte
U 336 wurde am 14. Februar 1942 durch den Oberleutnant zur See Hans Hunger in Dienst gestellt. Das Boot patrouillierte auf insgesamt vier Unternehmungen südlich von Island, südwestlich der Azoren und westlich von Portugal. Im Verlauf seiner Feindfahrten mit diesem Boot versenkte Hans Hunger ein Schiff und rettete sechs Schiffbrüchige aus Seenot.
Ende Dezember 1942 koordinierte die U-Bootführung zwei U-Bootgruppen – Spitz und Ungetüm – zu einem Kampfverband von 20 Booten, die nach Maßgabe der von Karl Dönitz entwickelten Rudeltaktik den alliierten Geleitzug ONS 154 angriffen. In der Nacht vom 28. auf den 29. Dezember entwickelte sich im Seegebiet 1.100 km westlich von Brest eine Geleitzugschlacht. Hunger ließ drei Torpedos auf das belgische Tankschiff President Franqui (4.919 BRT) feuern, aber alle versagten. Die President Franqui wurde erst durch einen Treffer von U 225 gestoppt. Zwei weitere Torpedos, die Hunger auf das stillliegende Schiff abfeuern ließ, detonierten aufgrund von Pistolenversagern nicht. Erst der dritte Torpedo versenkte das beschädigte Tankschiff.
Ende Februar 1943 torpedierte Günther Gretschel, Kommandant von U 707, den amerikanischen Frachtdampfer Johnathan Sturges und versenkte ihn. Am 5. April sichtete U 336, das am 2. März aus Brest zu seiner zweiten Unternehmung ausgelaufen war, sechs Überlebende der Jonathan Sturges, die zu diesem Zeitpunkt bereits über einen Monat im offenen Atlantik trieben. OltzS Hunger ließ die amerikanischen Seeleute an Bord nehmen, brach seine Feindfahrt ab und brachte die Schiffbrüchigen nach Frankreich.

## Versenkung
Eine Lockheed Hudson des 269. Geschwaders der RAF, die den Geleitzug UNS 19 sicherte, sichtete am 4. Oktober 1943 das aufgetaucht fahrende Boot und attackierte es trotz schwerem Flakfeuer mit zwei Raketensalven, die den Druckkörper von U 336 an mehreren Stellen beschädigten. Das Boot, dessen Flak weiter feuerte, sank in steilen Winkel über den Bug. Der Pilot des Bombers konnte im Wasser etwa 15 Überlebende ausmachen. Als er das Areal nach einer Viertelstunde wieder überflog, war in der mittlerweile entstandenen Öllache kein Mensch mehr zu sehen.